# Белкопа
Белкопа́ (каз. Белқопа) — село у складі Айтекебійського району Актюбінської області Казахстану. Входить до складу Карабутацького сільського округу.
У радянські часи село називалось Белькопа.
Населення — 364 особи (2021; 268 у 2009, 614 у 1999, 684 у 1989).